# Element odwracalny
Element odwracalny – dla danego (wewnętrznego) działania dwuargumentowego określonego w pewnej strukturze algebraicznej element, dla którego istnieje element do niego odwrotny względem tego działania.
Innymi słowy, jeżeli zbiór {\displaystyle A} wyposażony jest w działanie {\displaystyle \heartsuit \colon A\times A\to A,} to element {\displaystyle a\in A} jest odwracalny, jeśli istnieje taki element {\displaystyle b\in A,} dla którego spełnione są równości
{\displaystyle a\heartsuit b=\iota } oraz {\displaystyle b\heartsuit a=\iota ,}
gdzie {\displaystyle \iota } jest elementem neutralnym działania {\displaystyle \heartsuit .}
Jeżeli spełniony jest tylko pierwszy warunek, to element {\displaystyle a\in A} nazywa się prawostronnie odwracalnym, jeżeli wyłącznie drugi, to nazywa się go lewostronnie odwracalnym. Łączność działania {\displaystyle \heartsuit } gwarantuje, że elementy odwracalne jednostronnie są odwracalne obustronnie, z kolei przemienność tego działania sprawia, że elementy tak lewo-, jak i prawostronnie odwracalne są odwracalne obustronnie.

## Teoria pierścieni
W teorii pierścieni elementy odwrotne względem dodawania nazywane są elementami przeciwnymi. Ponieważ elementy pierścienia z działaniem dodawania tworzą grupę, to dla każdego elementu pierścienia istnieje element do niego przeciwny, zatem każdy z nich jest odwracalny względem tego dodawania. Zwyczajowo nazwę element odwrotny rezerwuje się dla elementu odwrotnego względem mnożenia. Ponieważ nie każdy element ma element do niego odwrotny względem mnożenia, to uzasadnione jest wyróżnianie tych elementów, które mają swoje odwrotności – właśnie one nazywane są elementami odwracalnymi lub dla odróżnienia od ogólnie pojętych elementów odwracalnych jednościami (nie należy mylić z jedynką, która w danym pierścieniu z jedynką jest jedna).
Dla danego pierścienia z jedynką {\displaystyle (R,+,\cdot ,0,1)} element {\displaystyle a\in R} nazywa się odwracalnym lub jednością, jeśli jest dzielnikiem jedynki:
{\displaystyle \exists _{b\in R}\;a\cdot b=b\cdot a=1.}

### Grupa elementów odwracalnych
Zbiór elementów odwracalnych danego pierścienia oznacza się symbolem {\displaystyle R^{*}} lub {\displaystyle U(R).} Ponieważ zbiór ten zawiera jedynkę (elementem do niej odwrotnym jest ona sama) oraz dla {\displaystyle a,b\in R^{*}} jest {\displaystyle ab^{-1}\in R^{*},} to {\displaystyle (R^{*},\cdot ,1)} jest grupą.
Pierścień (z jedynką) {\displaystyle R} jest pierścieniem z dzieleniem wtedy i tylko wtedy, gdy {\displaystyle R^{*}=R\setminus \{0\}.}

### Stowarzyszenie
W pierścieniu przemiennym z jedynką {\displaystyle R} grupa elementów odwracalnych {\displaystyle R^{*}} działa na zbiorze {\displaystyle R} za pomocą mnożenia. Orbity tego działania nazywane są klasami elementów stowarzyszonych. Oznacza to, że istnieje określona na {\displaystyle R} relacja równoważności {\displaystyle \sim ,} nazywana stowarzyszeniem, taka że
{\displaystyle r\sim s\iff \exists _{u\in R^{*}}\;r=u\cdot s.}
Innymi słowy elementy stowarzyszone „różnią się” o czynnik odwracalny.
W dziedzinie całkowitości {\displaystyle R} moc klas elementów stowarzyszonych, wyłączając {\displaystyle \{0\},} jest równa mocy zbioru {\displaystyle R^{*}.}

## Przykłady
Zobacz też: arytmetyka modularna, gdzie bada się pierścienie {\displaystyle \mathbb {Z} _{n}} i ciała {\displaystyle \mathbb {Z} _{p}.}
W poniższych przykładach wszystkie elementy wspomnianych pierścieni mają elementy przeciwne, czyli są one odwracalne względem dodawania. Omawiane są w nich elementy odwracalne względem działania multiplikatywnego.
- Pierścień liczb całkowitych {\displaystyle \mathbb {Z} } ma dokładnie dwa elementy odwracalne (jedności): {\displaystyle 1} oraz {\displaystyle -1.}
- W pierścieniu liczb całkowitych Gaussa {\displaystyle \mathbb {Z} [i]} są nimi wyłącznie {\displaystyle 1,} {\displaystyle -1,} {\displaystyle i} oraz {\displaystyle -i.}
- W pierścieniu {\displaystyle \mathbb {Z} _{n},} gdzie {\displaystyle n\in \mathbb {N} } istnieją elementy tak odwracalne (względnie pierwsze z {\displaystyle n}), jak i nieodwracalne (w przeciwnym przypadku), ich liczba dana jest za pomocą funkcji φ Eulera, np. w {\displaystyle \mathbb {Z} _{4}} odwracalne są elementy {\displaystyle 1} i {\displaystyle 3=-1,} pozostałe, czyli {\displaystyle 0} oraz {\displaystyle 2,} są nieodwracalne.
- W pierścieniu wielomianów o współczynnikach wymiernych {\displaystyle \mathbb {Q} [x]} jedynymi elementami odwracalnymi są wielomiany stopnia 0 (różne od zera wielomiany stałe).
- W dowolnym ciele każdy niezerowy element jest odwracalny. Jest to warunek konieczny, by pierścień był ciałem. Jeśli pierścień jest nietrywialny {\displaystyle (0\neq 1),} to jest to warunek konieczny i wystarczający.
  - Dla liczb rzeczywistych {\displaystyle \mathbb {R} {:}} {\displaystyle 5\cdot {\tfrac {1}{5}}=1}
  - Dla {\displaystyle \mathbb {Z} _{p},} gdzie {\displaystyle p} jest liczbą pierwszą, przykładowo {\displaystyle p=7\colon \ 5\odot _{7}3=15{\pmod {7}}=1.}
- W zbiorze macierzy kwadratowych ustalonego stopnia z mnożeniem Cauchy’ego elementami odwracalnymi (macierzami odwracalnymi) są wszystkie macierze nieosobliwe.